# Gandellino
Gandellino ist eine italienische Gemeinde (comune) mit 964 Einwohnern (Stand 31. Dezember 2023) in der Provinz Bergamo, Lombardei.

## Geographie
Gandellino liegt 40 km nordöstlich der Provinzhauptstadt Bergamo und 90 km nordöstlich der Metropole Mailand.
Die Nachbargemeinden sind Carona, Gromo, Valbondione und Valgoglio.

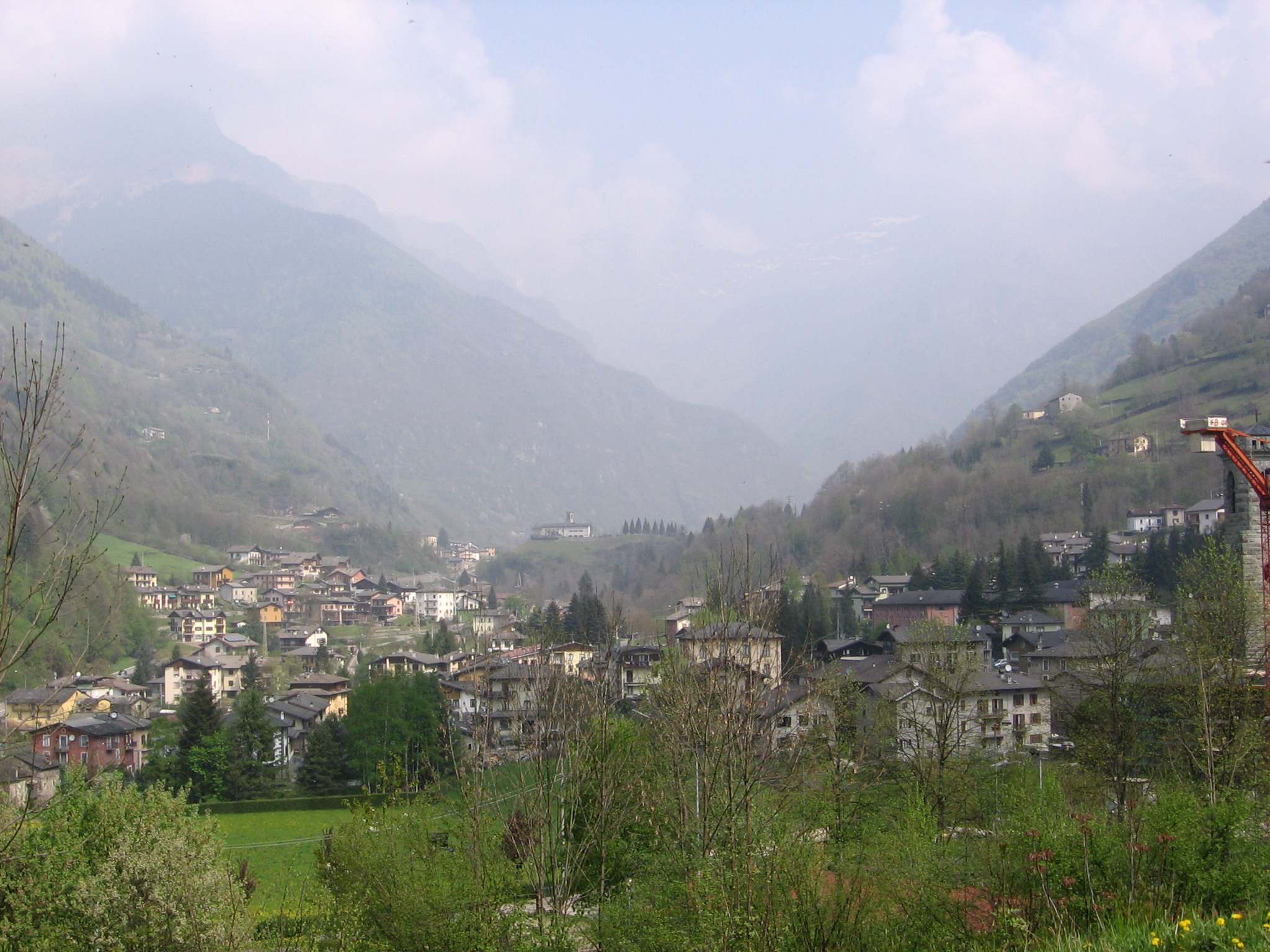
Gandellino
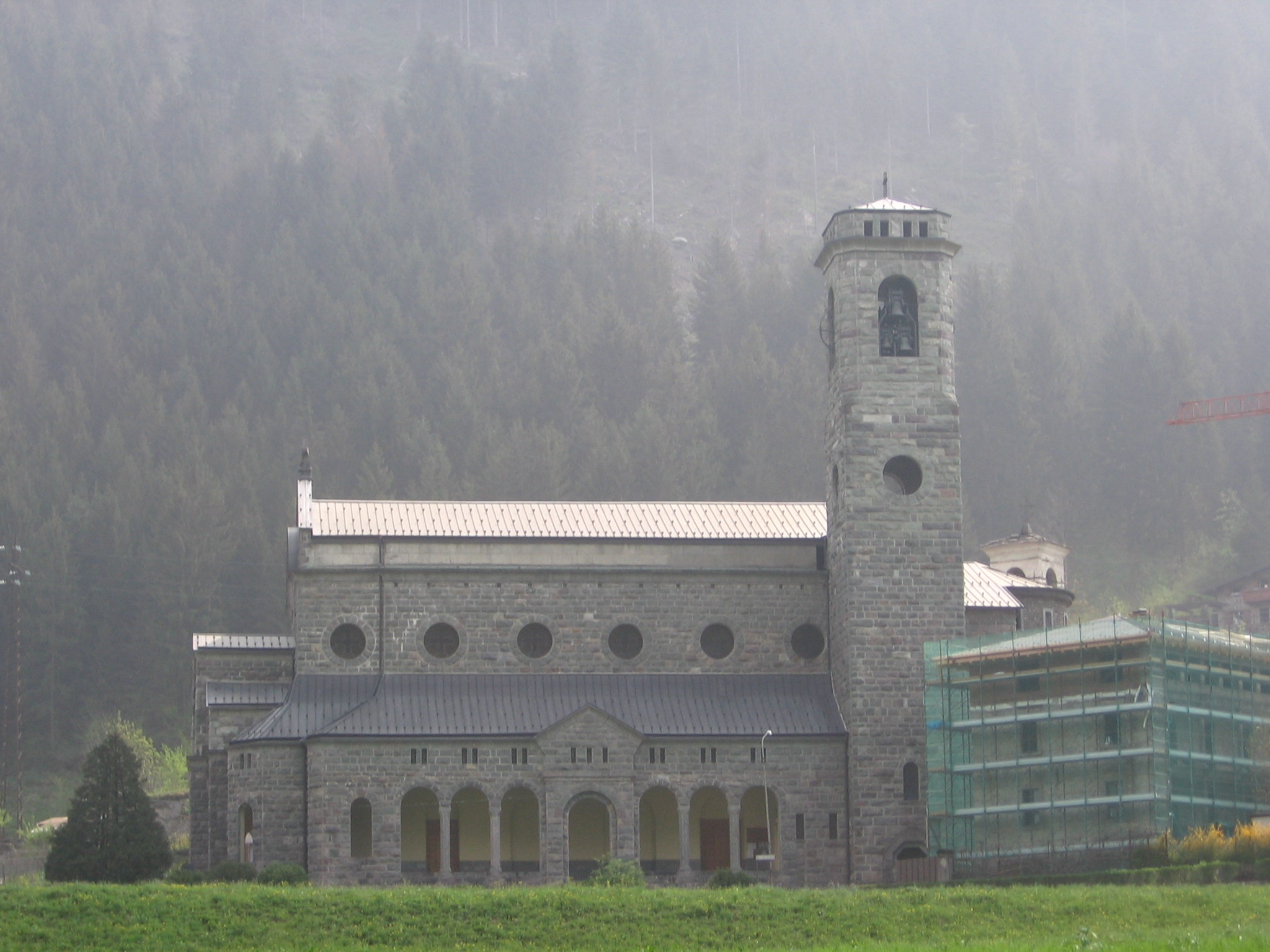
Pfarrkirche San Martino
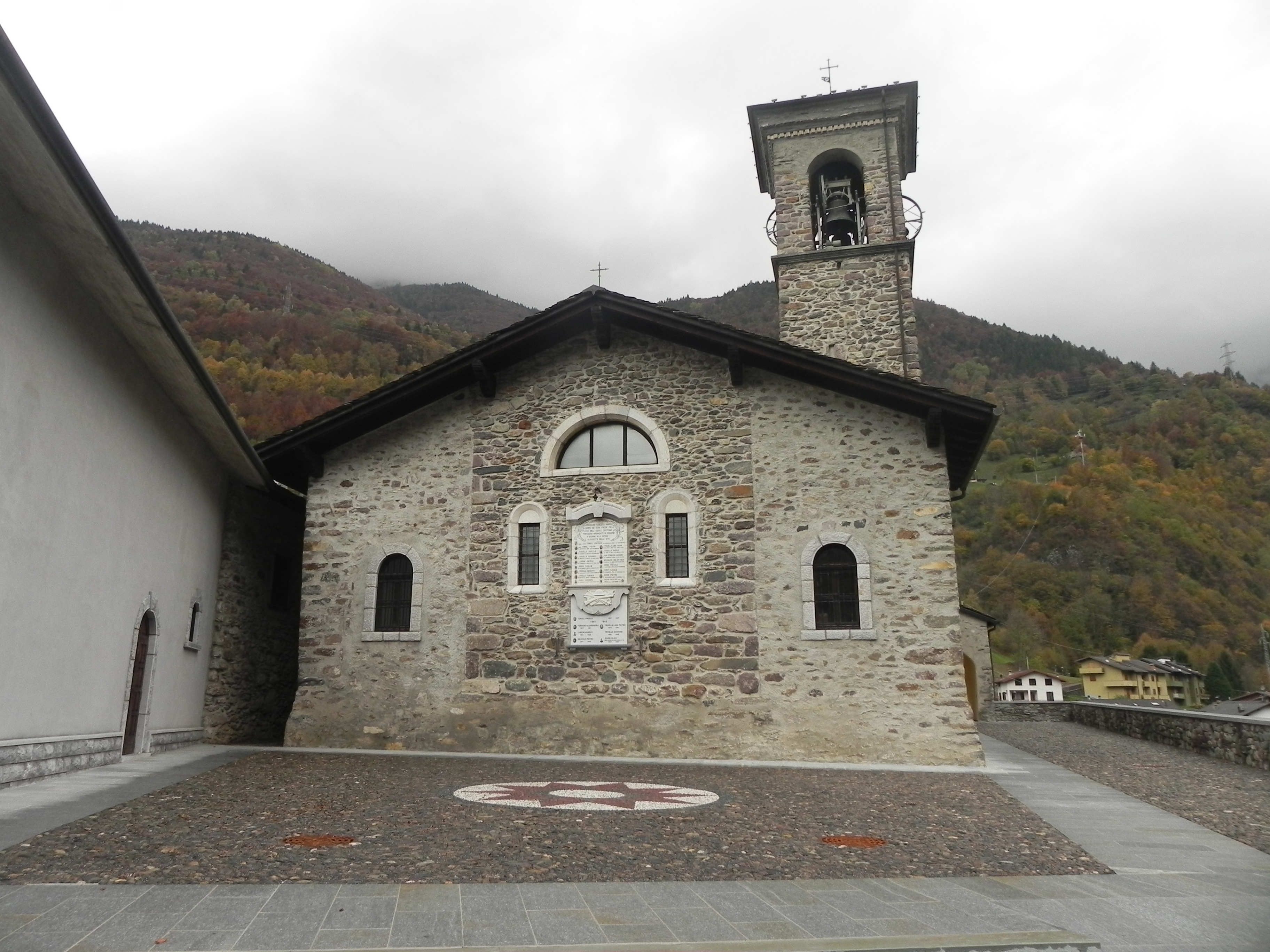
Santa Maria Nascente (14. Jh.)
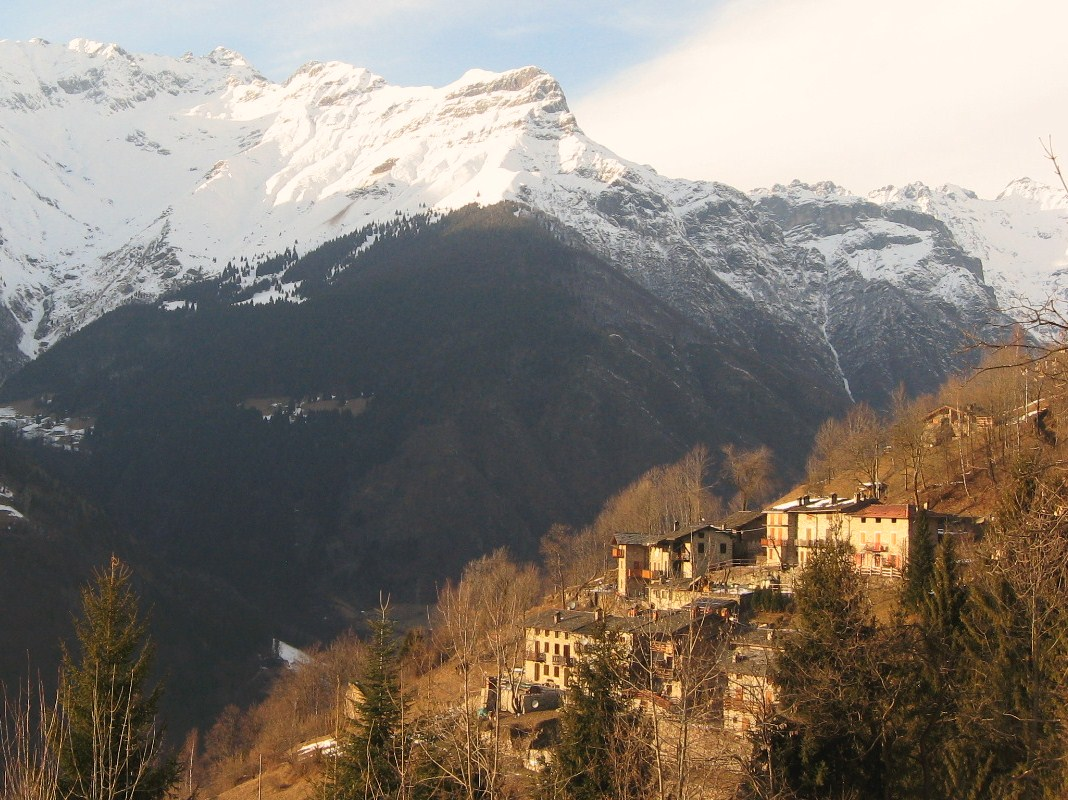
Ortsteil Tezzi Alti